# Приморский академический краевой драматический театр имени Горького

Памятники Сергею Лазо и Владимиру Высоцкому в Театральном сквере

Приморский академический краевой драматический театр имени Горького — театр во Владивостоке, созданный в 1931 году.

## История театра
Приморский краевой драматический театр был создан в 1931 году. В труппу театра вошли актёры, приглашённые из театров Хабаровска и других городов, а также молодые актёры из Владивостокского ТРАМа.
11 октября 1932 года решением Владивостокского горсовета «в ознаменование сорокалетия литературной деятельности Максима Горького» его имя было присвоено театру.
Первый спектакль в театре состоялся 3 ноября 1932 года — «Улица радости» Н. А. Зархи.
В разные годы режиссёрами театра были А. Б. Надеждов, И. С. Ефремов, Н. А. Бондарев, А. А. Добротин, Н. И. Басин.
В конце 1997 года театру было присвоено звание академического.

### Работники театра
- Бондарев, Николай Автономович — режиссёр театра
- Ю. В. Чернышёв — режиссёр театра с 1970[1]
- Табачников, Ефим Давидович — режиссёр театра с 1975 по 1983
- Антошенков, Григорий Иванович, актёр театра (1939—1970), народный артист РСФСР.
- В. И. Козелл
- Козел, Владимир Георгиевич — советский актёр театра и кино, Народный артист РСФСР
- Колесников, Николай Семёнович, актёр театра (с 1936), народный артист РСФСР.
- Колофидин, Никифор Григорьевич, актёр театра (1937—1952), народный артист РСФСР.
- Айзенберг Надежда Александровна, народная артистка РСФСР.
- Паевская, Елена Николаевна (до 1963)
- Присяжнюк, Андрей Александрович
- Попов, Пётр Григорьевич (1948—1990), народный артист РСФСР
- Апитин, Герман Петрович, народный артист РСФСР

### Некоторые постановки прошлых лет
- «Маскарад» М. Лермонтова (1935)
- «Хлеб» В. Киршона
- «Разгром» А. Фадеева
- «Оптимистическая трагедия» Вс. Вишневского
- «Кремлёвские куранты» Н. Погодина
- «Живи и помни» В. Распутина
- «Необычайные приключения Т. С. и Г. Ф.» Камы Гинкаса
- «Цилиндр» Эдуардо Де Филиппо
- «Дети Солнца» М. Горького
- «Бесплодные усилия любви» У. Шекспира
- «Рядовые» А. Дударева
- «Поминальная молитва» Г. Горина